# Сомкин, Сергей Александрович
Сергей Александрович Сомкин — советский хозяйственный, государственный и политический деятель, Герой Социалистического Труда.

## Биография
Родился в 1938 году в Киселёвске. Член КПСС.
С 1958 года — на хозяйственной, общественной и политической работе. В 1958—1998 гг. — кантовщик, нагревальщик металла, оператор прокатного стана, вальцовщик Никопольского Южнотрубного завода имени 50-летия Великой Октябрьской социалистической революции Министерства чёрной металлургии Украинской ССР.
Указом Президиума Верховного Совета СССР от 29 октября 1985 года присвоено звание Героя Социалистического Труда с вручением ордена Ленина и золотой медали «Серп и Молот».
Делегат XXVII съезда КПСС.
Умер в Никополе в 2012 году.